# Kajrocken
Kajrocken är Katrineholms största musikfestival. Festivalen som är en gratisfestival har funnits sedan 2002 och arrangerats av Kulturföreningen Festivus. Kända band som spelat på festivalen är Doktor Kosmos, Laakso, De Lyckliga Kompisarna med fler.
2002-2004
Dessa år arrangerades Kajrocken vid lastkajen utanför kulturhuset Inferno.
2005
Flyttade Kajrocken till Stadsparken och ökade publikantalet.
2006
Under 2006 flyttade Kajrocken ännu en gång och invigde Gamla Palladium genom att göra en två-dagars-festival.
2007-2008
Festivalen arrangerades återigen i Stadsparken och 2007 arrangerade Unga Arrangörer (UAK) festivalen istället med Laakso som headline.
2009
Detta år var Kajrocken inställd på grund av tidsbrist, Sensus Studieförbund gjorde istället Sensusrocken.
2010-2012
Festivalen flyttades under 2010 till Fredsgatan 2 vilket verkligen blev en succé och ökade publikantalet från 500-1000 till ca 2500 personer, De Lyckliga Kompisarna agerar huvudakt. 2011 slog Kulturföreningen Festivus på stort och gjorde en två-dagars utomhusfestival av Kajrocken. Och för första gången i Katrineholms Kommuns historia finns ett restaurangtält på annan plats i kommunen är torget. Mimikry och Swingfly headlinar och slår publikrekord med 6000 personer. 2012 planeras i nuläget, festivalen firar 10 år.